# Evander Holyfield

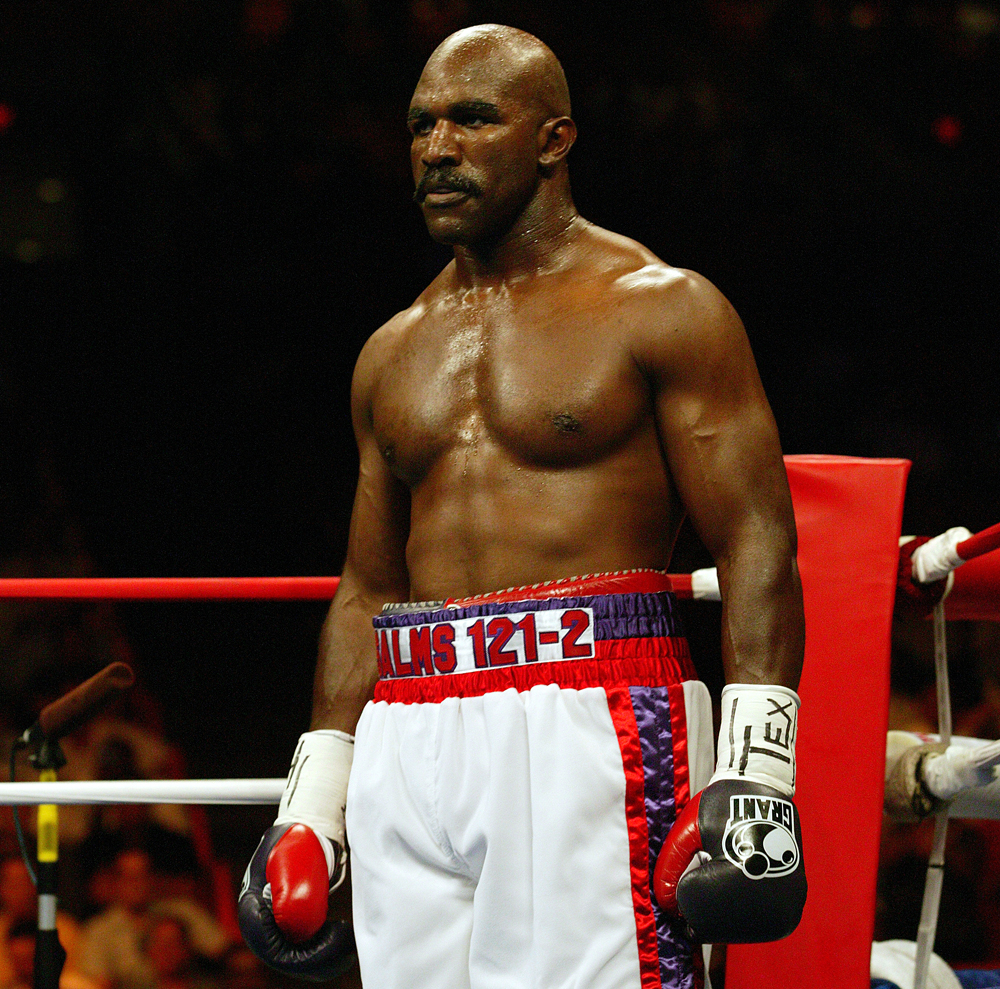
Holyfield w 2007 roku

Evander Holyfield (ur. 19 października 1962 w Atmore) – amerykański bokser, wielokrotny mistrz świata w wadze ciężkiej i juniorciężkiej, zdobywca brązowego medalu olimpijskiego na Igrzyskach Olimpijskich w Los Angeles w 1984 roku i srebrnego medalu na igrzyskach panamerykańskich w Caracas. W swojej karierze pokonał 9 zawodników o tytuł mistrza świata wagi ciężkiej i 5 zawodników o tytuł mistrza świata wagi juniorciężkiej.

## Kariera zawodowa

### Waga juniorciężka
12 lipca 1986, w swojej 12. profesjonalnej walce Holyfield otrzymał szansę walki o mistrzostwo świata federacji WBA z obrońcą tytułu Muhammadem Qawim. 15-rundowy pojedynek, określany przez ekspertów mianem najpiękniejszej walki w historii wagi junior ciężkiej, zakończył się zwycięstwem Holyfielda na punkty (2:1).
15 maja 1987 Holyfield stoczył kolejną walkę o pas mistrzowski, tym razem federacji IBF. Starcie z Rickym Parkeyem zakończyło się zwycięstwem Holyfielda przez techniczny nokaut w 3 rundzie.
W grudniu tego samego roku odbył się rewanż z Qawim, który zakończył się znokautowaniem tego pięściarza w 4. rundzie. 9 kwietnia 1988, posiadający już pasy WBA i IBF, Holyfield stanął naprzeciwko mistrza świata organizacji WBC Carlosa De Leona. Pokonując go w 8 rundzie, Holyfield stał się posiadaczem pasów mistrzowskich trzech najważniejszych federacji i mógł szczycić się mianem najlepszego pięściarza w swojej kategorii. Wkrótce potem podjął  decyzję o przejściu do wagi ciężkiej. Jego rekord w kategorii junior ciężkiej to 18 zwycięstw i 0 porażek.

### Waga ciężka
Po 6 wygranych przed czasem walkach Holyfield otrzymał szansę na walkę o mistrzostwo świata w wadze ciężkiej i to aż trzech federacji – WBC, WBA, IBF. Jego przeciwnikiem był James Buster Douglas. 25 października 1990 Holyfield uporał się z nim w 3 rundzie. Panowanie Holyfielda w wadze ciężkiej trwające do 11 listopada 1992 roku (w tym czasie bronił pasów z G. Foremanem, B. Cooperem i L. Holmesem) zakończył Riddick Bowe, inna wielka gwiazda wagi ciężkiej. Pokonał Holyfielda na punkty. Już po roku, 6 listopada 1993 Holyfield zrewanżował się Riddickowi, jednak odzyskał tylko pasy WBA i IBF, gdyż Riddick Bowe zrzekł się wcześniej pasa WBC. Podczas tej walki miała miejsce niecodzienna sytuacja, otóż w trakcie 7 rundy w liny ringu uderzył paralotniarz na paralotni z napędem silnikowym. Holyfield wrócił na tron tylko na krótko, w pierwszej obronie musiał uznać wyższość Michaela Moorera. Następnie pokonał Raya Mercera. Zorganizowano trzeci jego pojedynek z Bowem, jednak jego stawką nie był żaden pas. Holyfield w tej walce radził sobie świetnie, z jego rąk Bowe po raz pierwszy w karierze zaliczył deski. Jednak w 9 rundzie podczas wymiany doszedł potężny cios Riddicka, który był początkiem szybkiego końca walki. Evander Holyfield doznał 3 porażki i wydawało się, że jego kariera zbliża się ku końcowi.
Jednak 9 listopada 1996 dostał szansę walki o pas WBA. Jego przeciwnikiem był sam Mike Tyson. Holyfield był skazany na pożarcie, uważano, że jego waleczny styl będzie idealny dla Iron Mike’a. Jednak to Holyfield w 11 rundzie zmusił sędziego do przerwania pojedynku, dając tym samym dowód na to, iż wciąż jest jednym z najlepszych pięściarzy wagi ciężkiej. 28 czerwca 1997 odbył się rewanż. Mike Tyson bez pomysłu na walkę przegrywał pierwsze 2 rundy. W trzeciej rundzie, w odpowiedzi na wielokrotne uderzenia głową przez Holyfielda (zarówno w tej, jak i w poprzedniej walce), odgryzł Holyfieldowi kawałek ucha. Walka zakończyła się zwycięstwem Evandera przez dyskwalifikację. W kolejnej walce Holyfield pokonał swojego dawnego pogromcę – Michaela Moorera, zdobywając przy tej okazji jeszcze pas IBF.
13 marca 1999 roku doszło do walki unifikacyjnej organizacji WBC, WBA i IBF pomiędzy Evanderem Holyfieldem i Lennoxem Lewisem. Mimo iż pochodzący z Jamajki Lewis górował w tej walce, sędziowie orzekli kontrowersyjny remis. Zorganizowano rewanż. Tym razem Holyfield walczył dużo lepiej, jednak widać było, że wiek daje mu się we znaki. Zdaniem wielu fachowców był lepszy, jednak sędziowie orzekli zwycięstwo Lennoxa Lewisa.
W kolejnej walce Holyfield zdobył wakujący po Lewisie pas WBA, wygrywając z Johnem Ruizem, jednak w rewanżu stracił go, a w kolejnym rewanżu ogłoszono remis.
Kolejnym przeciwnikiem był Hasim Rahman. Była to walka eliminacyjna przed pojedynkiem o mistrzostwo świata organizacji WBA. Pojedynek skończył się techniczną decyzją na niekorzyść Rahmana po tym, jak sędzia przerwał walkę w związku z pojawieniem się na jego czole, w wyniku zderzenia głowami, nienaturalnie dużego guza (wielkości piłki tenisowej).
10 kwietnia 2010 roku pokonał w Las Vegas przez techniczny nokaut w osmiej rundzie Francois Bothę z RPA. Stawką walki był mało znaczący tytuł organizacji WBFed. 22 stycznia 2011 roku bronił go przeciwko Shermanowi Williamsowi. Walka została zatrzymana w trzeciej rundzie z powodu rozcięcia skóry nad lewym okiem Holyfielda, które powstało po przypadkowym zderzeniu głowami. Pojedynek uznano za nieodbyty (no contest).
Ostatnią zawodową walkę stoczył 7 maja 2011 w Kopenhadze, wygrywając przez techniczny nokaut dziesiątej rundzie z reprezentantem gospodarzy Brianem Nielsenem (64-2, 43 KO) w dwunastorundowym pojedynku.
W czerwcu 2014 roku w wieku 51 lat Holyfield ogłosił definitywne zakończenie kariery bokserskiej. W 2021 roku wznowił karierę. 11 września 2021 przegrał przez nokaut w 1 rundzie  z 44 letnim zawodnikiem MMA Victorem Belfortem.

## Programy rozrywkowe
Brał udział w I edycji show Dancing with the Stars, partnerowała mu Edyta Śliwińska. Zajęli 5. miejsce.
Wystąpił również w jednym z odcinków "Agenci NCIS: Los Angeles.(odc.prezentowany w dn.14 kwietnia 2022 r.w TV6.)